# Momir Bulatović
Pour les articles homonymes, voir Bulatović.
Momir Bulatović (en serbe : Момир Булатовић), né le 21 septembre 1956 à Belgrade en Yougoslavie et mort le 30 juin 2019 à  Kuči (Monténégro), est un homme d'État monténégrin. 
Il a notamment exercé les fonctions de président de la République du Monténégro (du 23 décembre 1990 au 15 janvier 1998) et de président du gouvernement fédéral de République fédérale de Yougoslavie (du 18 mai 1998 au 9 octobre 2000).

## Biographie
Momir Bulatović est né à Belgrade en tant que fils d'un officier de l'Armée populaire yougoslave (JNA) originaire du Monténégro. La famille vivait dans le quartier de Voždovac. En raison de la nature du travail de son père, sa famille a souvent déménagé dans toute la Yougoslavie. Quand Momir avait cinq ans, la famille a déménagé à Zadar en Croatie, où il a terminé ses études primaires et secondaires. 
En 1975, à l'âge de 18 ans, Bulatović déménage à Titograd pour étudier à l'Université Veljko Vlahović, en Faculté d'économie. Selon Bulatović, il voulait rentrer à Belgrade pour y étudier à l'université, mais sa famille n'avait pas assez d'argent pour l'envoyer là-bas. Il s'est donc retrouvé à Titograd. Après avoir obtenu son diplôme, il a continué comme assistant dans la même université et a rapidement obtenu une maîtrise.

### Premier ministre de Yougoslavie (1998-2000)
Le 21 mai 1998, Momir Bulatović a été nommé nouveau Premier ministre de Yougoslavie par le parlement du pays, en remplacement de Radoje Kontić, parti loyaliste de ukanović. Le 23 mars 1999, il a signé une déclaration d'état de guerre lorsque l'OTAN a commencé à bombarder la Yougoslavie. Il a démissionné le 9 octobre 2000, peu de temps après l'éviction de Slobodan Milošević.

### Mort
Momir Bulatović meurt le 30 juin 2019, apparemment d'une crise cardiaque.